# 奥尔穆瓦勒达维安
奥尔穆瓦勒达维安（法語：Ormoy-le-Davien，法語發音：[ɔʁmwa lə davjɛ̃]）是法国瓦兹省的一个市镇，属于桑利斯区。

## 地理
奥尔穆瓦勒达维安（49°11'44"N, 2°57'32"E）面积3.95 平方千米，位于法国上法蘭西大區瓦兹省，该省份为法国北部内陆省份，北起索姆省，西接厄尔省和滨海塞纳省，南至塞纳-马恩省和瓦兹河谷省，东临埃纳省。
与奥尔穆瓦勒达维安接壤的市镇（或旧市镇、城区）包括：夸约勒、巴尔尼、贡德勒维尔、莱维尼昂。

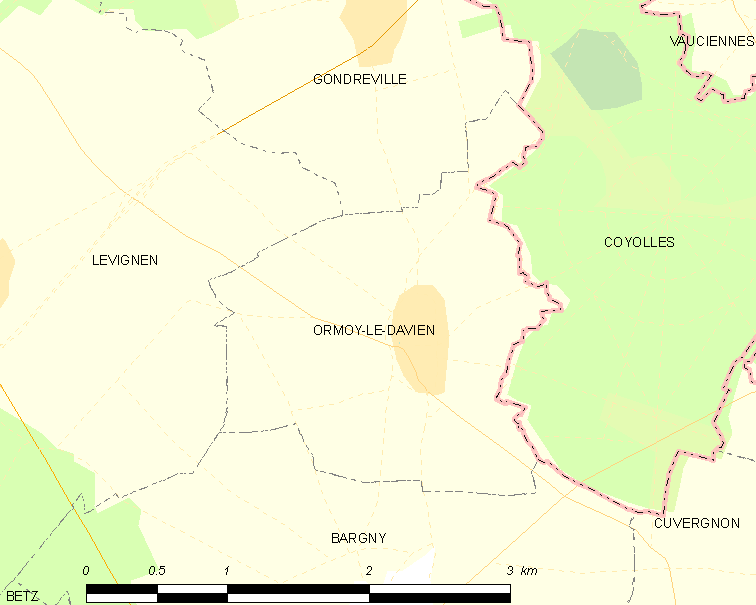
奥尔穆瓦勒达维安的OSM定位图

奥尔穆瓦勒达维安的时区为UTC+01:00、UTC+02:00（夏令时）。

## 行政
奥尔穆瓦勒达维安的邮政编码为60620，INSEE市镇编码为60478。

## 政治
奥尔穆瓦勒达维安所属的省级选区为楠特伊勒欧杜安县。

## 人口

1962-2008年间奥尔穆瓦勒达维安人口变化图示

奥尔穆瓦勒达维安于2022年1月1日时的人口数量为371人。